# Hypsugo anchietae
Hypsugo anchietae es una especie de murciélago microquiróptero de la familia Vespertilionidae.

## Distribución
Se encuentra en Angola República Democrática del Congo Zimbabue Zambia, Sudáfrica y Madagascar.